# Indiana Jones și cadranul destinului
Indiana Jones și cadranul destinului (în engleză Indiana Jones and the Dial of Destiny) este un film american de acțiune și aventuri din 2023, regizat de James Mangold⁠(d), care l-a scris împreună cu Jez Butterworth⁠(d), John-Henry Butterworth⁠(d) și David Koepp. Este continuarea filmului Indiana Jones și regatul craniului de cristal (2008), precum și cea de-a cincea și ultima parte din seria de filme Indiana Jones. Cu Harrison Ford, John Rhys-Davies și Karen Allen reluându-și rolurile ca Indiana Jones, Sallah și, respectiv, Marion Ravenwood, noii membri ai distribuției sunt Phoebe Waller-Bridge, Antonio Banderas, Toby Jones, Boyd Holbrook⁠(d), Ethann Isidore și Mads Mikkelsen. Amplasat în 1969, filmul îi urmărește pe Jones și pe fiica sa înstrăinată, Helena, care încearcă să găsească un artefact puternic înaintea lui Jürgen Voller, un om de știință nazist venit la NASA, care intenționează să-l folosească pentru a modifica rezultatul celui de-al Doilea Război Mondial.
Cadranul destinului este singurul film din serie care nu este nici regizat de Steven Spielberg, nici conceput de George Lucas, ambii fiind în schimb producători executivi. Este, de asemenea, singurul film din serie care nu va fi distribuit de Paramount Pictures, după achiziționarea de către Walt Disney Studios a Lucasfilm și a drepturilor de film pentru viitoare continuări. Paramount își păstrează drepturile de distribuție pentru primele patru filme și un credit asociat rezidual.
Planurile pentru un al cincilea film Indiana Jones datează de la sfârșitul anilor 1970, când s-a încheiat o înțelegere cu Paramount pentru a produce patru continuări ale filmului Indiana Jones și căutătorii arcei pierdute (1981). Lucas a început să cerceteze potențiale intrigi pentru un al cincilea film în 2008, iar Koepp a fost în cele din urmă angajat să scrie scenariul filmului în 2016. A fost stabilită o dată de lansare pentru 2019, care a fost apoi amânată de mai multe ori din cauza rescrierilor și a pandemiei de COVID-19. În 2018, Jonathan Kasdan⁠(d) l-a înlocuit pe Koepp și în cele din urmă a părăsit proiectul. Spielberg trebuia inițial să regizeze, dar a demisionat în 2020, Mangold luându-i locul. Filmările au început în iunie 2021 în diferite locații, inclusiv Regatul Unit, Italia și Maroc, terminându-se în februarie 2022. Compozitorul consacrat al francizei John Williams s-a întors pentru a compune partitura filmului.
Indiana Jones and the Dial of Destiny a avut premiera la cea de-a 76-a ediție a Festivalului de Film de la Cannes pe 18 mai 2023 și a fost lansat în cinematografe în Statele Unite pe 30 iunie, de Walt Disney Studios Motion Pictures⁠(d). Filmul a primit recenzii bune de la critici și a încasat 356 de milioane de dolari la nivel mondial, având performanțe slabe la box office din cauza lipsei de atractivitate pentru cinefili și a unui buget general scump.

## Recepție

### Reacția criticilor de film

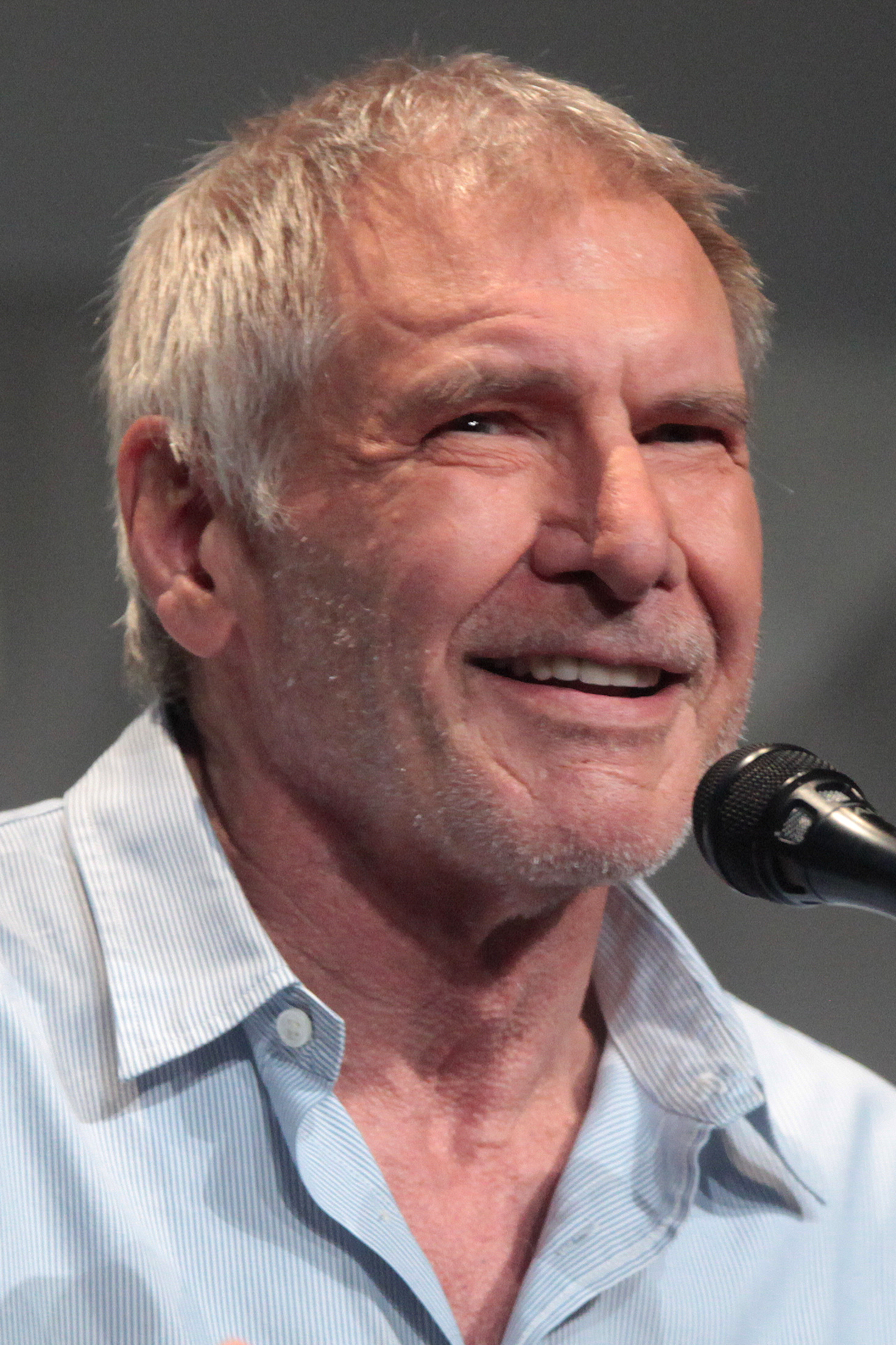
Harrison Ford a primit laude pentru interpretarea sa.

Pe site-ul web al agregatorului de recenzii Rotten Tomatoes, 69% din recenziile celor 393 de critici sunt pozitive, cu un rating mediu de 6,4/10. Consensul site-ului spune: „Nu este la fel de palpitant ca aventurile anterioare, dar fiorul nostalgic de a-l revedea pe Harrison Ford în acțiune ajută Indiana Jones și cadranul destinului să găsească câteva bucăți finale de comori cinematografice”. Metacritic, care folosește o medie ponderată, a atribuit filmului un scor de 58 din 100, pe baza a 65 de critici, indicând „recenzii mixte sau medii”. Publicul chestionat de CinemaScore a acordat filmului o notă medie de „B+” pe o scară de la A+ la F, în timp ce PostTrak a raportat un scor pozitiv de 79% de la spectatori, 59% spunând că ar recomanda cu siguranță filmul.